# Thiên Hậu Cung (Phú Cường)

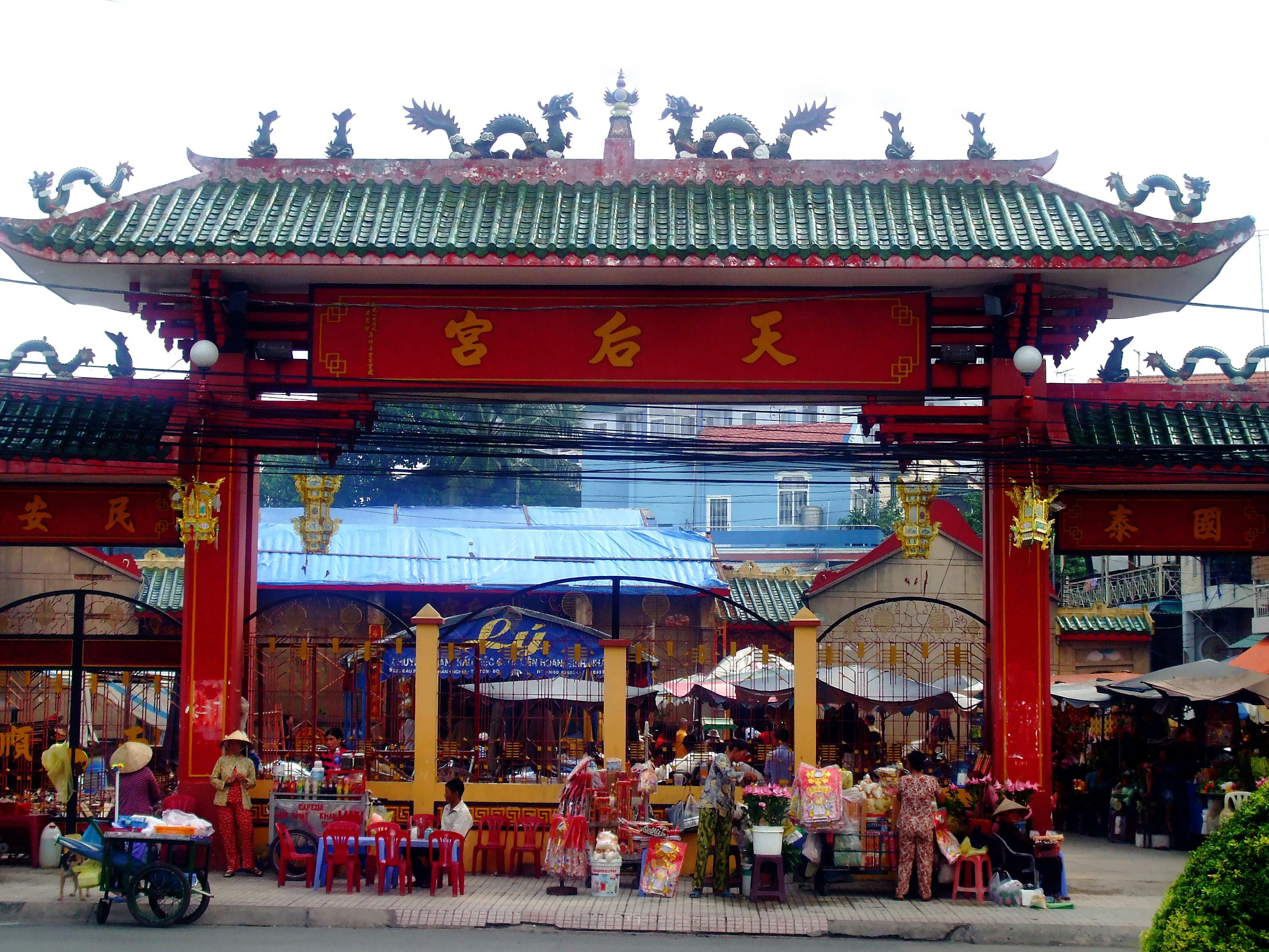
Miếu Bà Thiên Hậu ở Bình Dương

Thiên Hậu Cung (天后宮) hay còn được biết với tên gọi là Chùa Bà Thiên Hậu (天后祠, 天后寺), gọi tắt là chùa Bà, hay miếu Thiên Hậu (天后廟) ; hiện tọa lạc tại số 4 đường Nguyễn Du, phường Phú Cường, thành phố Thủ Dầu Một, tỉnh Bình Dương, Việt Nam. Đây là ngôi miếu do các ban người Việt gốc Hoa tạo lập để thờ vị nữ thần là Thiên Hậu Thánh Mẫu.

## Lịch sử
Không biết miếu bà Thiên Hậu được xây cất năm nào, chỉ biết lúc đầu ngôi miếu tọa lạc bên rạch Hương Chủ Hiếu . Đến năm 1923, sau khi ngôi miếu ấy bị hư hoại (có lời kể là bị hỏa hoạn), thì bốn Bang người Hoa gồm Quảng Đông/Quảng Triệu (Việt, 粵), Triều Châu (Tiều, 潮), Phúc Kiến (Mân, 閩) và Sùng Chính/Khánh Gia (Hẹ, 客) mới chung sức tái tạo ngôi chùa ở vị trí ngày nay.

## Kiến trúc

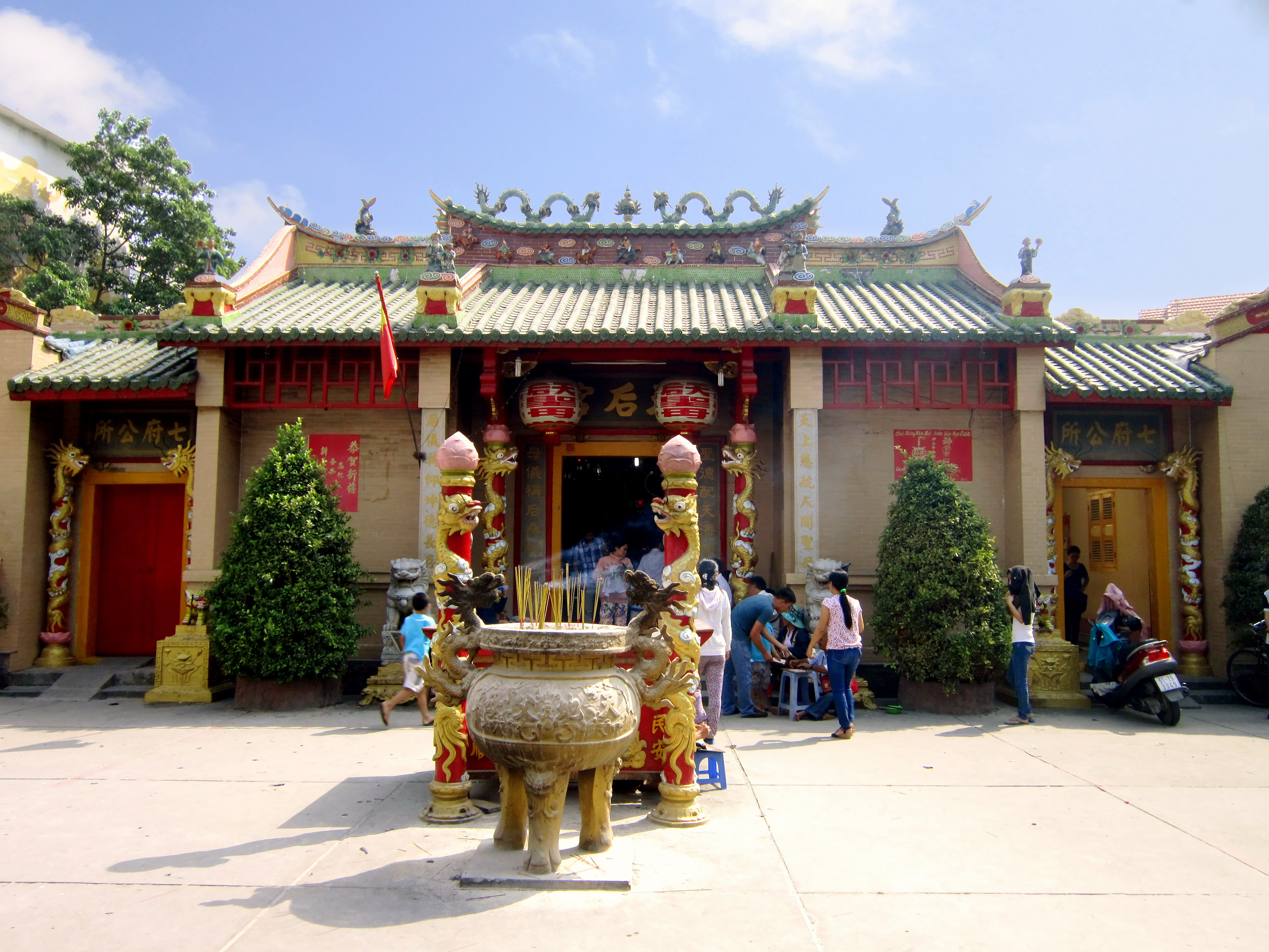
Chính điện miếu Bà Thiên Hậu ở Bình Dương

Ngôi miếu gồm ba dãy nhà, ở giữa là chính điện đề ba chữ Thiên Hậu Cung (天后宮), trên hai cánh cửa chính đề bốn chữ Quốc Thái Dân An (國泰民安), hai bên là hai cặp câu đối ca ngợi công đức của Bà.
Mái trước của chính điện lợp ngói âm dương với những đường chỉ đắp nổi, trang trí hình tượng "lưỡng long tranh châu", "cá chép hóa rồng". Hai bên đường viền của mái là tượng "bà mặt trăng", tượng quan văn, quan võ...theo lối kiến trúc của người Hoa.
Hai dãy nhà ở hai bên chính điện được xem như Đông lang, Tây lang của ngôi miếu. Đây là nơi làm việc, hội họp và là những kho chứa đồ đạc, gọi chung là Thất phủ công sở (七府公所).
Trong chánh điện có cặp đối, nội dung các cặp đối là ngợi ca công đức và sự linh diệu của Bà trong việc cứu nhân độ thế. Tại chánh cung, thờ vị chánh thần là Thiên Hậu Thánh Mẫu, tượng có áo mão nghiêm trang và thường được thay mới. Bên trái bà là khám thờ Ngũ Hành Nương Nương, là năm vị nữ thần tượng trương cho ngũ hành: kim, mộc, thủy, hỏa, thổ . Bên phải thờ Ông Bổn, tức Bổn Đầu Công .

## Lễ hội

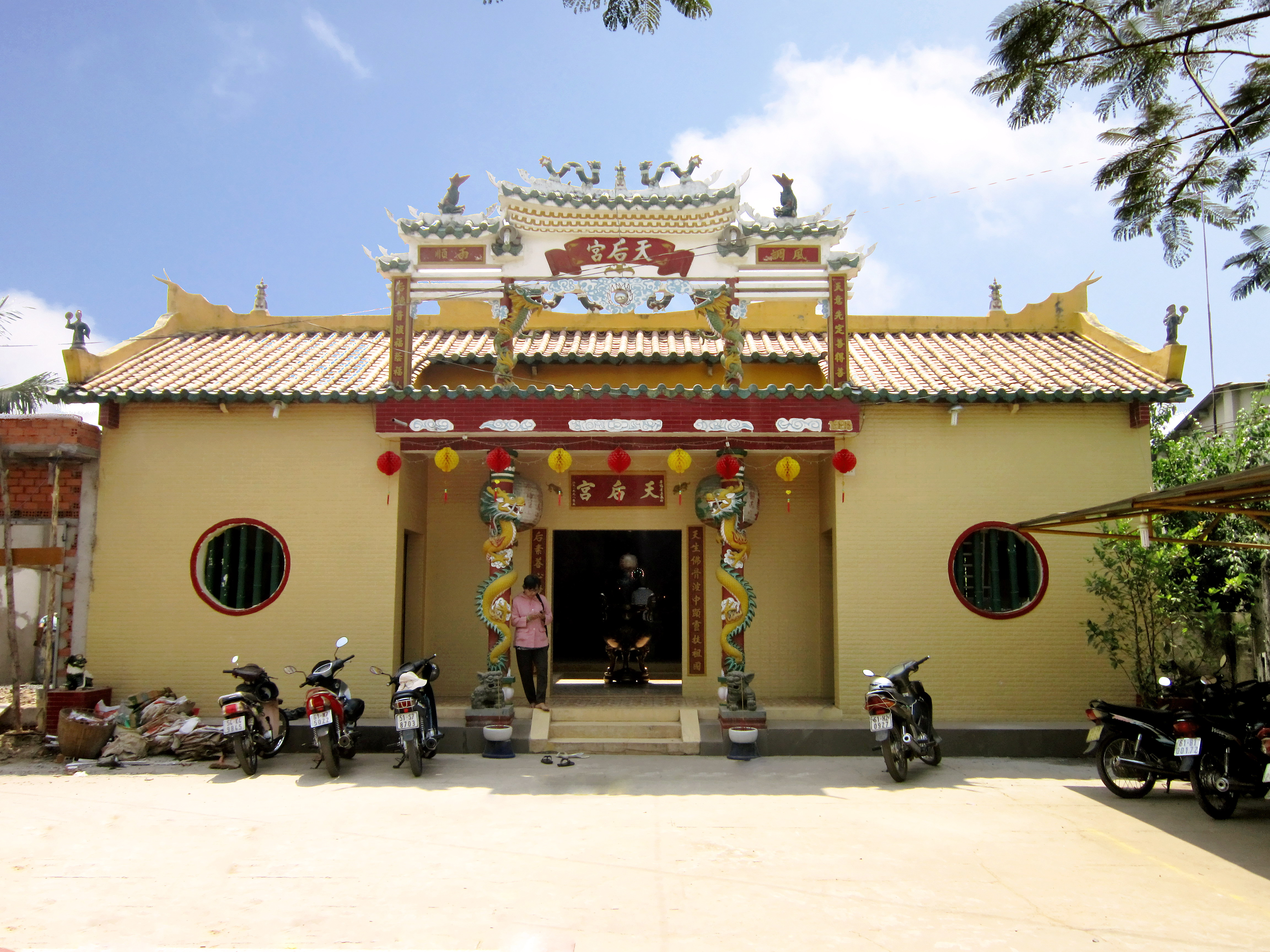
Miếu Bà Thiên Hậu ở bên rạch Hương Chủ Hiếu

Miếu bà Thiên Hậu ở thành phố Thủ Dầu Một, là nơi tín ngưỡng của đồng bào người Việt gốc Hoa (chủ yếu) trên đất Bình Dương và các tỉnh thành lân cận. Lễ hội chính ở miếu Bà là Lễ hội Chùa Bà được long trọng tổ chức vào đêm ngày 14 đến rạng sáng ngày rằm 15 tháng Giêng âm lịch hàng năm. Đông đảo và vui nhất là buổi rước kiệu Bà tuần du chợ Thủ Dầu Một diễn ra vào ngày rằm. Buổi rước Kiệu Bà diễn ra với sự theo dõi của hàng triệu người đến từ khắp nơi trong nước. Buổi lễ còn có sự tham gia của hơn 30 đoàn lân nên đã tạo nên không khí rất đông vui và rộn ràng. 